# Fink (Musiker)
Fink (* 1972 in Cornwall), eigentlich Finian Paul Greenall, ist ein englischer Singer-Songwriter, DJ und Musikproduzent aus Bristol. Der Name steht gleichzeitig für das von Greenall geleitete Trio, mit dem er auf Tour geht und in dem sein Gitarrenspiel und Gesang durch den Bassisten Guy Whittaker (Sohn von Roger Whittaker) und den Drummer Tim Thornton ergänzt wird.

## Biografie
Finian Greenalls Musikkarriere begann mit dem Instrument, dem er sich seit 2006 wieder zugewandt hat, nämlich mit der akustischen Gitarre. Als Teenager wurde er jedoch zunächst in der englischen Rave-, Elektro- und Trip-Hop-Szene bekannt. 1995 brachte er in Zusammenarbeit mit Lee Jones von der Band Hefner Extra Vehicular Activity bei Kickin? Records heraus. Dies machte das Londoner Independent-Label Ninja Tune auf ihn aufmerksam, welches ihn für das Sub-Label N-Tone unter Vertrag nahm. Dort erschienen unter dem Pseudonym Fink die EPs Finkfunk (1997) und Front Side Blunt Side (1998).
Im Jahr 2001 hatte er sein Solodebüt mit dem Album Fresh Produce, das deutlich ruhigere Rhythm-and-Blues-Töne anschlug und sich dadurch auch von den Produktionen der anderen Künstler bei Ninja Tune absetzte. Diesen mit wenig Begeisterung aufgenommenen Stilwandel verfolgte Greenall allerdings erst später weiter und widmete sich zwischenzeitlich vor allem seinem Dancefloor-Nebenprojekt Sideshow bei Simple Records. Erst das 2006 bei Ninja Tune erschienene Album Biscuits for Breakfast verfestigte seinen am Blues und am akustischen Gitarrenspiel orientierten Stil und verschaffte Fink bei einem breiteren Publikum Gehör.
Nachdem Nitin Sawhney ihn für einen gemeinsamen Auftritt beim BBC-Festival Electric Proms engagieren konnte, begeisterte sich Fink mehr und mehr für Live-Auftritte: Er beteiligte sich an weiteren Festivals (Big Chill, Fruitstock, Bestival) und tourte als Support von Zero 7 durch Großbritannien. Zu Bonobos Album Days to Come (2006) steuerte er den Track If You Stayed Over bei; und mit Tim Bidwell von Hardkandy sowie Elliot Richards von Heels Catch Fire gründete er im selben Jahr das Plattenlabel Folklaw Records.
Für Distance and Time, sein am 1. Oktober 2007 bei Ninja Tune veröffentlichtes Album, gewann er Andy Barlow von Lamb als Produzenten. Daraus wurde vorab This Is the Thing als erste Single ausgekoppelt. Am 13. Juni 2011 erschien ebenfalls bei Ninja Tune sein Studioalbum Perfect Darkness. Es folgten zwei Live-Alben, die im Wesentlichen aus dem Perfect Darkness Material bestehen, 2012 Wheels Turn Beneath My Feet in der klassischen Trio Besetzung sowie 2013 Fink meets the Royal Concertgebouw Orchestra zusammen mit dem Royal Concertgebouw Orchestra. Hard Believer, das 5. Studioalbum von Fink, kam Anfang Juli 2014 heraus. Es ist aufgenommen im Soundfactory Studio in Hollywood, die Texte wurden überwiegend in Berlin geschrieben. Fin Grenall lebt seit einiger Zeit in Berlin-Kreuzberg, nachdem er zuvor häufig als DJ von Clubs in der Stadt gebucht wurde.

## Diskografie
- Finkfunk (1997)
- Front Side Blunt Side (1998)
- Fresh Produce (2001)
- Biscuits for Breakfast (2006)
- Distance and Time (2007)
- Sort of Revolution (2009)
- Perfect Darkness (2011)
- Wheels Turn Beneath My Feet (2012)
- Fink Meets the Royal Concertgebouw Orchestra (2013)
- Looking Too Closely (Single, 2014)
- Hard Believer (Album, 2014)
- Horizontalism (2015)
- Fink’s Sunday Night Blues Club, Vol. 1 (2017)
- Resurgam (2017)
- Bloom Innocent (2019)
- IIUII (2021)
- Beauty In Your Wake (2024)